# Giants: Citizen Kabuto
Giants: Citizen Kabuto es un videojuego de disparo en tercera persona con elementos de estrategia en tiempo real y el primer proyecto de Planet Moon Studios. El juego estuvo en desarrollo durante cuatro años hasta que Interplay Entertainment lo publicara el 7 de diciembre de 2000 para el sistema operativo Microsoft Windows. Una versión para Mac OS X fue publicada por MacPlay en 2001 y el juego también tuvo su versión para PlayStation 2 más tarde ese mismo año.
Desde finales de 2008 se puede adquirir digitalmente en Good old Games.

## Jugabilidad
En Giants: Citizen Kabuto, se toma el papel de tres razas distintas con diferentes habilidades: Meccaryns, Sea Reapers, y Kabuto. El jugador solo tiene el control de un personaje a la vez y desde una perspectiva en tercera persona con una cámara en primera persona opcional. 
El modo de un jugador consiste en una serie de misiones que cuentan una historia. Cada misión requiere que se cumplan ciertos objetivos para poder pasar a la siguiente. Los objetivos suelen ser la eliminación de enemigos o de alguna estructura especifica, pero también hay otras que requieren que el jugador proteja a un personaje o fases con elementos de estrategia en tiempo real.
Los elementos de estrategia en tiempo real del juego consiste en construcción de bases y en recolección de recursos. El jugador tiene que recoger a pequeños humanoides llamados Listillos para que construyan la base y produzcan armas y hechizos.
El juego presenta también un modo multijugador aunque ya que el propio juego no tiene un buscador de servidores hay que conectarse con programas externos como GameSpy Arcade. Los diferentes modos multijugador son "Destruye todas las bases y jugadores", "Deathmatch" y "Capturar al Listillo" .

## Análisis
La Versión para PC del juego tiene una nota media de 85 en Metacritic mientras que la versión de Ps2 tiene una nota de 79.